# Trận Trấn Ninh (1802)
Trận Trấn Ninh (1802) là trận kịch chiến cuối cùng giữa quân Tây Sơn và quân chúa Nguyễn, xảy ra vào tháng Giêng năm Nhâm Tuất (3 tháng 2 năm 1802) và kết thúc sau một thời gian ngắn (không rõ ngày), ở Trấn Ninh (Quảng Bình, Việt Nam).
Kết thúc trận, quân Tây Sơn đại bại. Nhà sử học Phạm Văn Sơn viết: "Nhà Tây Sơn mạt vận ở lũy Trấn Ninh."

## Chuẩn bị
Sau khi kinh đô Phú Xuân thất thủ vào ngày 3 tháng 5 năm Tân Dậu (1801), vua Tây Sơn là Cảnh Thịnh (Nguyễn Quang Toản) bỏ chạy ra Bắc Hà. Tháng 6, vua đổi niên hiệu thành Bảo Hưng, năm Cảnh Thịnh thứ 9 thành Bảo Hưng năm đầu, xuống chiếu nhận lỗi, an dân, đồng thời để chiêu tập thêm binh mã.
Tháng 8 (âm lịch) cùng năm, Nguyễn Quang Thùy (anh cùng cha khác mẹ với vua cảnh Thịnh) nhận lệnh đem quân vào giữ Nghệ An.
Sau khi truyền hịch đi các trấn lấy quân, đến tháng 11 (âm lịch), thì nhà vua đã có trong tay non 3 vạn lính (gồm quân 4 trấn xứ Bắc và quân Thanh Hóa, Nghệ An). Giao Bắc thành cho hai em là Nguyễn Quang Thiệu và Nguyễn Quang Khanh coi giữ, vua Bảo Hưng tự mình đem hết số quân trên, vượt sông Gianh (tức sông Linh Giang) vào Quảng Bình. Cùng lúc đó, với hơn 100 chiếc chiến thuyền, thủy quân Tây Sơn cũng được lệnh vào trấn giữ cửa Nhật Lệ. Ngoài ra, hỗ trợ lực lượng này còn có 5.000 quân của Trần Quang Diệu và Bùi Thị Xuân.
Trước đây, cũng vì e quân Tây Sơn ở Thăng Long vào cứu Quy Nhơn, nên vào tháng 7 cùng năm trên, chúa Nguyễn Phúc Ánh đã đến Đồng Hới thăm lũy Trấn Ninh, duyệt lại số quân, trọng pháo và lương thực; rồi chia đi các nơi hiểm yếu. Riêng ở sông Gianh, chúa Nguyễn cho một hạm đội có lục quân yểm trợ đến canh phòng. Ngoài ra, chúa còn gọi thêm quân ở các nơi khác tới tăng cường cho mặt trận Quảng Bình.

## Khởi cuộc
Để tấn công ba căn cứ quân sự rất trọng yếu ở địa đầu trấn Thuận Hóa, quân thủy bộ Tây Sơn phân thành ba mũi như sau:
- Một đạo bộ binh do Nguyễn Quang Thùy và Tổng Quân Siêu chỉ huy sẽ đánh vào lũy Trấn Ninh.
- Một đạo bộ binh do Nguyễn Văn Kiên và Tư Lệ Tiết chỉ huy sẽ đánh lũy Đâu Mâu[4].
- Một đạo thủy quân gồm trăm thuyền chiến do Đặng Văn Tất và Đô đốc Lực chỉ huy sẽ chặn ngang cửa sông Gianh.

Mặc dù đã chuẩn bị khá chu đáo, nhưng trước lực lượng hùng hậu của đối phương, các tướng Nguyễn là Nguyễn Văn Trương, Tống Phúc Lương và Đặng Trần Thường đang trấn giữ sông Gianh, phải cho lui quân về Đồng Hới.
Được tin khẩn, chúa Nguyễn liền thân chinh đem đại quân ra tiếp ứng, sai Phạm Văn Nhân và Đặng Trần Thường đem quân ra giữ mặt bộ, sai Nguyễn Văn Trương ra giữ mặt biển.

## Khai cuộc
Tháng Giêng năm Nhâm Tuất (3 tháng 2 năm 1802), vua Tây Sơn sai Nguyễn Quang Thùy tiến quân lên đánh lũy Trấn Ninh, nhưng đánh mãi không đổ. Thành Đầu Mâu cũng bị quân Tây Sơn tấn công rất gắt, nhưng vẫn không phá được. Vua Tây Sơn đã toan rút quân về, nhưng Bùi Thị Xuân không chịu, xin cho ra đốc quân đánh trận.
Rồi một mình bà trên mình voi xông xáo trên chiến trường từ sáng sớm đến chiều tối, chưa bên nào được thua. Đánh một lúc nữa, quân Nguyễn dự tính tháo lui thì bất ngờ ở cửa Nhật Lệ, đội binh thuyền của Tây Sơn bị thủy quân của tướng Nguyễn Văn Trương phá tan.
Sách Việt sử tân biên (quyển 4) chép:
Tin (thủy quân bị đánh tan) đến tai vua Cảnh Thịnh và các tướng tá khiến mọi người thất vọng. Riêng Bùi Thị (Xuân) vẫn hăng hái truyền cho một đại đội khác đến thay cho bọn làm phản (đang) bỏ vắng. Quân Nguyễn trong thành bắn ra như mưa rào. Quân Tây Sơn được lệnh ào ạt trèo tường vào (lũy) Trấn Ninh. Nữ tướng giành lấy dùi trống thúc liên hồi. Nếu trận đánh cứ tiếp diễn luôn hai tiếng nữa như thế thành Trấn Ninh có lẽ mất. Nguyễn vương và các tướng tá bấy giờ đã hoảng hốt vội cho thủy quân vượt sông Linh Giang đánh bọc hậu có ý chia lực lượng của nữ tướng họ Bùi hầu mở được một con đường máu để thoát thân. Nguyễn Quang Thùy nhát gan thấy thế tưởng nguy liền lui binh. Được một lúc bà mới biết. Sự kiện này làm những đạo quân còn đang chiến đấu nao lòng, đa số binh tướng Tây Sơn xin bà Bùi cho rút lui, tệ hơn nữa họ bỏ cả vũ khí đạn dược để chạy tháo thân. Cuối cùng, thế chẳng đặng đừng, nữ tướng họ Bùi cùng một số quân riêng hộ vệ cho vua Cảnh Thịnh rút về phương Bắc...Thắng xong trận này, Nguyễn vương về Phú Xuân để sắp đặt việc tức vị...

## Tàn cuộc
Được tin đại quân Tây Sơn thua to ở Trấn Ninh, hai tướng là Trần Quang Diệu và Vũ Văn Dũng biết không thể giữ được Quy Nhơn, nhưng vẫn gắng gượng đến tháng 3 cùng năm trên mới rời bỏ thành, đem binh tượng đi đường thượng đạo qua Ai Lao ra Nghệ An, ý là để hội quân với vua Tây Sơn mà lo sự chống giữ.
Sử gia C. B. Mabon kể:
Trần Quang Diệu cùng vợ và con gái, dẫn theo một số tàn quân chạy ra Bắc bằng đường thượng đạo Ai Lao. Đến châu Quy Hợp, Diệu xuống Hương Sơn thì biết tin Nghệ An đã mất. Quân sĩ của Diệu bỏ cả rồi, mấy hôm sau vợ chồng Quang Diệu đều bị bắt cả...Vua Cảnh Thịnh cùng hai em và vài tướng tá vượt qua sông Nhị Hà, tính trốn lên vùng Thượng du cũng bị dân chúng bắt và đóng cũi nộp cho quân Nguyễn...

## Nhận xét
Trong những lần đánh nhau giữa quân Tây Sơn và quân chúa Nguyễn, lần được sử sách nhắc nhở nhiều nhất là trận Trấn Ninh (1802). Đây là trận có ý nghĩa quyết định nên cả hai bên đều dốc hết toàn lực và có quyết tâm cao.
Theo sử liệu thì trong lần giao tranh giao tranh này, quân Nguyễn đã dao động trước tinh thần lăn xả của quân Tây Sơn, và nổi bật nhất là nữ tướng Bùi Thị Xuân. Mặc dù bà không phải là tướng tổng chỉ huy, nhưng với năm ngàn quân, bà đã hiên ngang tấn công một cách quyết liệt vào đội ngũ của đối phương, khiến cho chúa Nguyễn Ánh còn phải khiếp sợ. Tuy nhiên lực lượng chung của Tây Sơn đến thời điểm đó đã hoàn toàn suy yếu, lòng dũng cảm và khả năng cầm quân của bà cùng các tướng lĩnh trung thành còn lại không đủ để chống lại quân Nguyễn.
Theo Phạm Văn Sơn, thì cũng chính vì tinh thần can đảm, hòng xoay chuyển tình thế, đã làm cho chúa Nguyễn và các tướng lĩnh có lúc thất thần, mà bà phải nhận hình phạt dã man nhất...